# Iochroma lehmannii
Espèce
Statut de conservation UICN

 EN B1ab(iii)+2ab(iii) : En danger
Iochroma lehmannii est une espèce de plantes de la famille des Solanaceae.

## Publication originale
- Repertorium Specierum Novarum Regni Vegetabilis 15: 149. 1918.